# اینورمیر
اینورمیر (به انگلیسی: Invermere) یک منطقهٔ مسکونی در کانادا است که در ایست کوتنی واقع شده‌است. اینورمیر ۳٬۳۹۱ نفر جمعیت دارد و ۸۵۹ متر بالاتر از سطح دریا واقع شده‌است.